# Кавадарци
Кава̀дарци (в по-старата литература понякога и Тиквеш; на македонска литературна норма: Кавадарци) е град в Северна Македония, разположен на река Луда Мара в Повардарието, един от центровете на областта Тиквеш (Тиквешия). Кавадарци има около 30 000 души население и е център на едноименната община Кавадарци.

## География
Градът е разположен в средния дял на котловината Тиквеш е представлява неин административен, културен и стопански център. От Скопие Кавадарци отстои на 105 километра, а най-близък град е Неготино отдалечен на 10 километра. Чрез отличен път Кавадарци се свързва с Прилеп (51 километра), а от там с Битоля, Ресен и Охрид. Кавадарци е разположен на двата бряга на река Луда Мара, наричана също Ваташка река, на надморска височина от 230 до 270 метра.

## История
За първи път за Кавадарци се споменава през 1519 година в османски данъчен регистър на Кюстендилски санджак на Османската империя. Първоначално е средище на нахия в рамките на Струмишка каза, а от XVII век – на самостоятелна каза. Сведения за паланката Тиквеш дава и известният османски пътешественик Евлия Челеби, посетил този край през 1664 година. Той пише, че градчето е център на каза със 70 оживени села и има 300 покрити с керемиди къщи. Има четири махали, три джамии и една хубава баня. Има два хана за търговци и чаршия с около 74 дюкяна.
В 1856 – 1857 година Панайотис Аравантинос пише:
| „ | Тиквеш – град и епархия в Македония... Градът и епархията са населени с българи и са под ведомството на световелешкия митрополит. | “ |

В града никога не е имало гръцко училище и в църквите винаги се е чело на български. В градчето е формирана българска църковна община, която се бори и с плъзналата в Тиквеш униатска пропаганда.
В 1876 година в Кавадарци е открита поща.
През 90-те години на XIX век Васил Кънчов посещава Кавадарци и пише, че градът:
| „ | Има около 350 хр[истиянски] къщи и около 700 турски с 20 – 30 цигани. Има малък пазар, понеже селяните предпочитат по-свободния пазар в Неготино. Тук има много бегове и много са силни. По-голямата част от християн[ските] села (около 47) са чифлици на тия бегове. Най-прочут между тях е Махмуд бег. Населението на Кавадарци е много плашливо. Общината беше съвсем разсипана и нямаше никакъв авторитет в конака. Градът Кавадарци не е стар град, но види се, че е построен на старо място, защото при копането на бунарите много често се нахождат човешки кости на значителна дълбочина. Намерени са и няколко надгробни плочи. Една видох, тя имаше византийски надпис. Намервали се и делви. Недалеко от Кавадарци [има] остатки от стария град Тиквеш близо при матката на Църна. Градецът върти търговия с вино, жито и афион, който тук се събира годишно повече от 20 х[иляди] оки. Кавадарци е станало каймакамлък в ново време. | “ |

Според статистиката на Кънчов („Македония. Етнография и статистика“) в 1900 година в Кафадарци живеят 1940 българи християни, 3000 българи мохамедани, 120 цигани и 32 власи.
На практика всички християнски жители на Кавадарци са под върховенството на Българската екзархия. По данни на секретаря на екзархията Димитър Мишев („La Macédoine et sa Population Chrétienne“) в 1905 година в града има 3040 българи екзархисти, 16 българи протестанти и 20 гърци и функционират едно българско основно и едно прогимназиално училище. Българското просветно дело в града се развива възходящо. През 1901 година броят на учениците е 236, а през 1906 година – 364. Общият бюджет за издръжка на училищата е 25875 гроша за заплати на учителите, от които Екзархията поема 17200, а останалите общината. Главен учител е Христо Кръстев от Радовиш, който е завършил Кюстендилското педагогическо училище и е следвал две години педагогика в Йена, Германия. Учителският колектив се състои от 6 учители – всичките родом от Македония – Велес, Ваташа, Неготино. Повечето са завършили Солунската българска гимназия. В Спомените си просветният деятел Георги Трайчев пише, че в края на XIX век помаците в града и околността не знаят турски, а отношенията между тях и останалите българи са „едни от най-дружелюбните“. След Балканските войни 1912 – 1913 година – до 50-те години на XX век по-голямата част от мохамеданите в Кавадарци се изселват.
| Тиквешки управители XIX–XX век | Тиквешки управители XIX–XX век      | Тиквешки управители XIX–XX век     | Тиквешки управители XIX–XX век |
| Номер                          | Име                                 | Име                                | Година                         |
| ------------------------------ | ----------------------------------- | ---------------------------------- | ------------------------------ |
| 1.                             | Черибашъ Кантур Сюлейман ага        | Çeribaşı Kantur Süleyman Ağa       | 1798                           |
| 2.                             | Аян Тахир ага                       | Ayan Tahir Ağa                     | 1813                           |
| 3.                             | Черибашъ Кантурзаде Мустафа ага     | Çeribaşı Kanturzade Mustafa Ağa    | 1824                           |
| 4.                             | Кадъ Джабарзаде Абдулфетах ефенди   | Kadı Cabbarzade Abdülfettah Efendi | 1826                           |
| 5.                             | Черибашъ Хюсеин ага                 | Çeribaşı Hüseyin Ağa               | 1829                           |
| 6.                             | Наид Морави Афир ефенди             | Naib Moravî Afir Efendi            | 1846                           |
| 7.                             | Кадъ Сеид Абдурахим ефенди          | Kadı Seyid Abdürrahim Efendi       | 1847                           |
| 8.                             | Мюдюр Осман Тайиб ефенди            | Müdür Osman Tayyib Efendi          | 1849                           |
| 9.                             | Мюдюр Сюлейман ефенди               | Müdür Süleyman Efendi              | 1850                           |
| 10.                            | Мюдюр Якуп ефенди                   | Müdür Yakup Efendi                 | 1852                           |
| 11.                            | Мюдюр Мехмед Бесим ефенди           | Müdür Mehmed Besim Efendi          | 1853                           |
| 12.                            | Мюдюр Ахмед ага                     | Müdür Ahmed Ağa                    | 1853                           |
| 13.                            | Мюдюр Хайри бей                     | Müdür Hayri Bey                    | 1854                           |
| 14.                            | Мюдюр Хасан бей                     | Müdür Hasan Bey                    | 1855                           |
| 15.                            | Мюдюр Ахмед Шюкрю бей               | Müdür Ahmed Şükrü Bey              | 1856                           |
| 16.                            | Мюдюр Осман Тайиб ефенди            | Müdür Osman Tayyib Efendi          | 1857                           |
| 17.                            | Мюдюр Хасиб ефенди                  | Müdür Hasib Efendi                 | 1861                           |
| 18.                            | Мюдюр Ахмед Шюкрю ефенди            | Müdür Ahmed Şükrü Efendi           | 1862                           |
| 19.                            | Каймакам Фейзи бей                  | Kaymakam Feyzi Bey                 | 1871                           |
| 20.                            | Каймакам Джелал бей                 | Kaymakam Celâl Bey                 | 1873                           |
| 21.                            | Каймакам Халил Съдкъ бей            | Kaymakam Halil Sıdkı Bey           | 1878                           |
| 22.                            | Каймакам Мехмед бей                 | Kaymakam Mehmed Bey                | 1879                           |
| 23.                            | Каймакам Али Сеид ефенди            | Kaymakam Ali Seyid Efendi          | 1884                           |
| 24.                            | Каймакам Махмуд ефенди              | Kaymakam Mahmud Efendi             | 1885                           |
| 25.                            | Каймакам (Векил) Осман Рагъб ефенди | Kaymakam (Vekil)Osman Ragıb Efendi | 1886                           |
| 26.                            | Каймакам Али ефенди                 | Kaymakam Ali Efendi                | 1886                           |
| 27.                            | Каймакам Хюсеин Авни бей            | Kaymakam Hüseyin Avni Bey          | 1886                           |
| 28.                            | Каймакам Мустафа Нури ефенди        | Kaymakam Mustafa Nuri Efendi       | 1889                           |
| 29.                            | Каймакам Ахмед Вахид ефенди         | Kaymakam Ahmed Vahid Efendi        | 1893                           |
| 30.                            | Каймакам Нимети Хайдар бей          | Kaymakam Nimetî Haydar Bey         | 1893                           |
| 31.                            | Каймакам Хюсеин Хюсню бей           | Kaymakam Hüseyin Hüsnü Bey         | 1896                           |
| 32.                            | Каймакам Ибрахим Сами бей           | Kaymakam İbrahim Sami Bey          | 1897                           |
| 33.                            | Каймакам Махмуд бей                 | Kaymakam Mahmud Bey                | 1897                           |
| 34.                            | Каймакам Асъм бей                   | Kaymakam Asım Bey                  | 1899                           |
| 35.                            | Каймакам Муса Хилми                 | Kaymakam Musa Hilmi                | 1901                           |

При избухването на Балканската война през 1912 година 31 души от града са доброволци в Македоно-одринското опълчение.
Поне 23 души родом от Кавадарци, в редиците на българската армия, загиват на фронта във войните за национално обединение на България.
През юни 1913 година по време на Междусъюзническата война Кавадарци е един от центровете на Тиквешкото въстание, което избухва срещу налагането на новата сръбска власт. От 19 до 24 юни градът е освободен от въстаниците. На 25 юни 1913 година сръбски войски опожаряват голяма част от него, ограбват над 60 дюкяна и богати къщи, а 24 местни българи са убити.
На етническата си карта от 1927 година Леонард Шулце Йена показва Кавадар (Kavadar) като смесено българскохристиянско-турско селище.
По време на българското управление във Вардарска Македония в годините на Втората световна война, Благой М. Атанасов е български кмет на Кавадарци от 8 август 1941 година до 24 август 1942 година. След това кмет е Благой П. Дубровски (24 август 1942 - 22 юли 1943, 4 декември 1943 - 9 септември 1944).

## Стопанство
Най-значителните отрасли са лозарството и винопроизводството, отразени и върху герба на града. Сред големите предприятия в града са Винарската изба „Тиквеш“, Металургическият комбинат за фероникел „ФЕНИ“, фабриката „Металекс“ и други. Работят и много по-малки винарски изби.

## Демография
Според преброяването от 2002 година градът има 29 188 жители.
| Националност | Всичко         |
| македонци    | 28354 (97,14%) |
| албанци      | 2              |
| турци        | 151            |
| роми         | 368            |
| власи        | 22             |
| сърби        | 159            |
| бошняци      | 4              |
| други        | 128            |

## Личности
Видни български дейци на ВМОРО от Кавадарци са Михаил Шкартов (1884 – 1936), Добри Даскалов (1882 – 1912), Атанас Божков (? – 1913) и Ефтим Темков. Атанас Калчев (около 1883 – 1944) е войвода на ВМРО, убит от комунистическата македонистка власт. Илия Чулев (1908 – 1950) е деец на ВМРО (обединена) и борец срещу македонистката власт, а Йордан Анастасов (1893 – 1976) също е деец на ВМРО (обединена) и български политик. Александър Ицев (р. 1921), Ангел Чемерски (1923 – 2005), Мито Хадживасилев (1922 – 1968) и Владимир Митков (р. 1931) са видни югославски политици. Ефтим Манев (1931 – 2010) е писател от Северна Македония. Стоян Андов (р. 1935) е председател на Събранието на Република Македония.

## Побратимени градове
- Болевац, Сърбия
- Горни Милановац, Сърбия
- Добрич, България
- Измаил, Украйна
- Камалпаша, Турция
- Ковин, Сърбия
- Макарска, Хърватия
- Насауд, Румъния
- Перник, България
- Плевен, България
- Панагюрище, България
- Углевик, Босна и Херцеговина